# گورال قرمز
گورال قرمز (نام علمی: Naemorhedus baileyi) نام یک گونه از زیرخانواده بزسانان است.